# Bernarda Tavira (obraz Francisca Goi)
Bernarda Tavira – obraz olejny hiszpańskiego malarza Francisca Goi przedstawiający hiszpańską arystokratkę, Bernardę Tavirę. Znajduje się w prywatnej kolekcji we Francji.

## Okoliczności powstania
W 1780 Goya został wybrany członkiem Królewskiej Akademii Sztuk Pięknych św. Ferdynanda w Madrycie, a w 1786 został jednym z królewskich malarzy Karola III. W ciągu tej dekady malarstwo rodzajowe i religijne odeszło na dalszy plan, a Goya stał się wziętym portrecistą wśród arystokracji, zdobywając coraz więcej zamówień. Około 1787–1788 namalował trzy portrety dla wywodzącej się z Lekeitio baskijskiej rodziny o nazwisku Adán de Yarza, której rodowód sięga X wieku. Były to podobizny Antoniego Adány de Yarzy i jego żony Ramony de Barbachano (pendanty), a trzecie dzieło o nieco mniejszych wymiarach przedstawiało matkę Antonia, wdowę Bernardę Tavirę. Powstały prawdopodobnie z okazji ślubu Antonia i Ramony, który odbył się 19 grudnia 1787 niedaleko Bilbao, gdzie znajdował się ich dom rodzinny. Po ślubie młodzi osiedlili się w Madrycie, zamieszkali przy ulicy Cruz Verde razem z matką Antonia i do tej rezydencji zamówili obrazy. Niedaleko ich adresu znajdował się dom Goi i prawdopodobne miejsce jego pracowni do 1800 roku, gdzie powstały portrety. Nie wiadomo czy obrazy zostały namalowane przed czy po grudniowym ślubie; suknia Ramony sugeruje letnią porę.

## Opis obrazu
Bernarda Tavira Cerón (1727–1797) była hiszpańską arystokratką. Wyszła za mąż za Fernanda Adán de Yarza, mieli trzech synów, z których jeden zmarł w dzieciństwie. W 1766 owdowiała i została głową rodziny Adán de Yarza. W czasie, kiedy sportretował ją Goya, miała ok. 60 lat. Została przedstawiona na neutralnym tle, w półpostaci, siedząc na skromnym krześle, którego drewniane oparcie widać po obu stronach. Atmosfera portretu jest nieoficjalna, rodzinna, a poza portretowanej niezwykle godna. Na twarzy ma dyskretny makijaż, stosowny do wieku. Uwagę zwraca ozdoba głowy z krochmalonego, białego muślinu pokrytego haftami dodatkowo wykończona marszczonymi, niebieskimi wstążkami. Modna peruka z kręconych włosów jest przypudrowana na szaroniebieski kolor. Szeroki, drapowany kołnierz z białej jedwabnej gazy jest ozdobiony koronkami. Satynowa suknia ma kolor ciemnego fioletu, a rękawy są wykończone niebieskim jedwabiem i koronkami. Bogaty strój damy dopełniają klejnoty: brylantowe kolczyki, kolia, bransolety na czarnych, atłasowych wstążkach i pierścień noszony na małym palcu. Z kosztowną biżuterią kontrastuje duży, różowy goździk, symbol miłości matczynej i żałoby po mężu i najmłodszym synu.
Na odwrocie obrazu malarz przykleił karteczkę papieru z napisanym odręcznie imieniem i nazwiskiem modelki.

Portrety syna Bernardy Taviry i jego żony
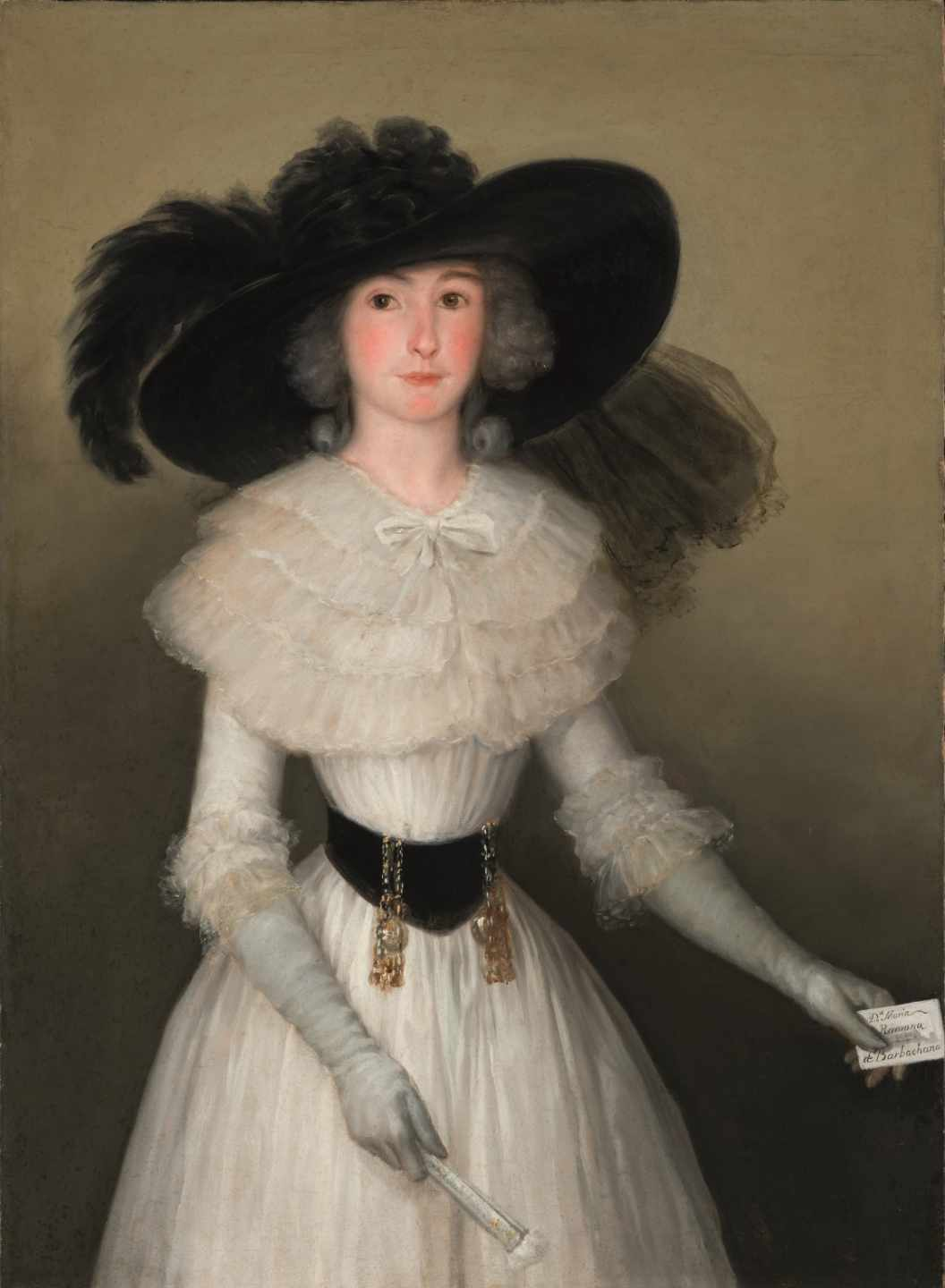
María Ramona de Barbachano
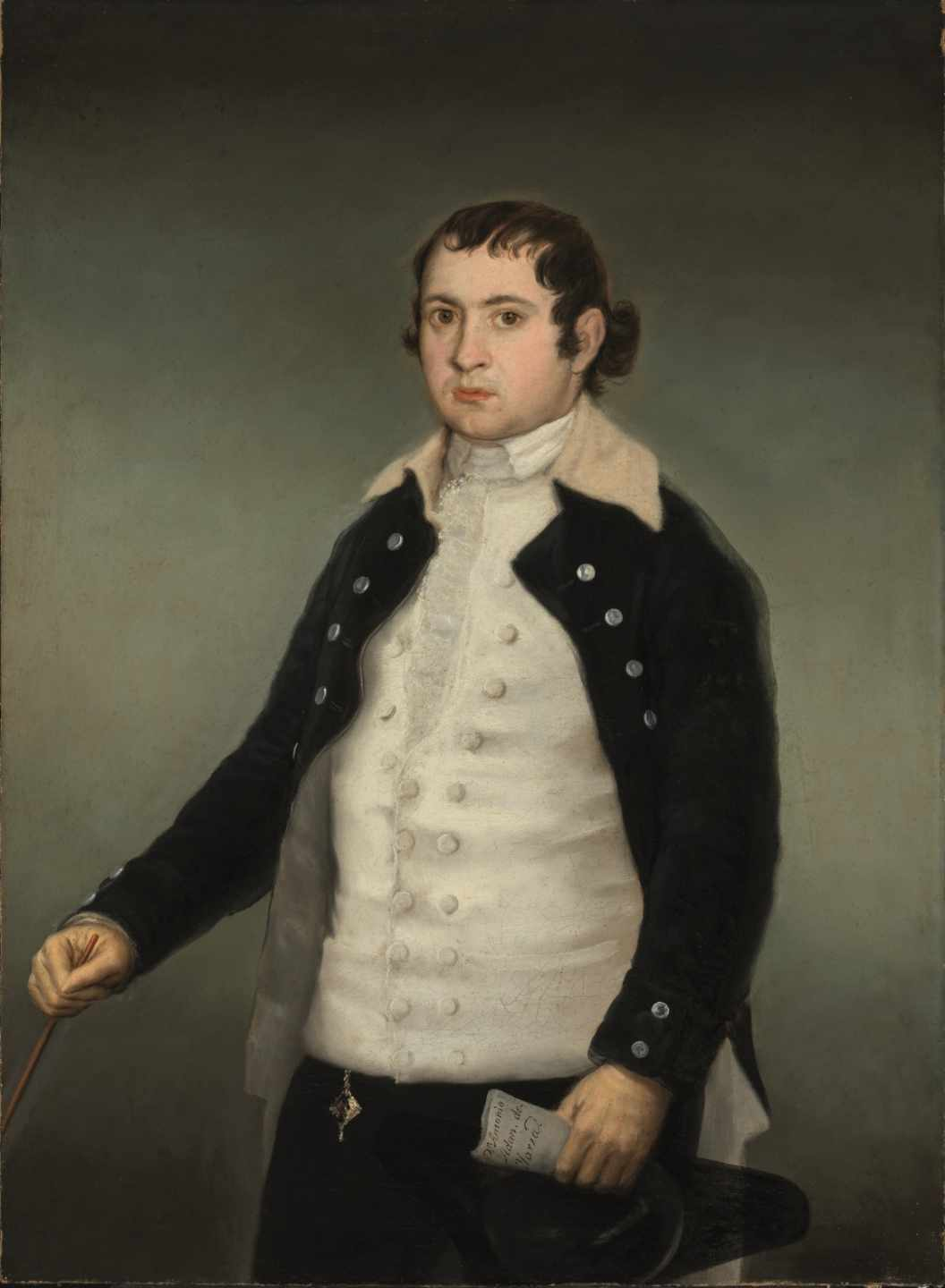
Antonio Adán de Yarza

## Technika
Na rękach i przedramionach damy farba jest dość rozmyta, a pociągnięcia pędzlem niezbyt wyraźne. Kwiat goździka został namalowany przy użyciu pojedynczych, zdecydowanych dotknięć pędzlem, podobnie jak połyski na klejnotach. Biżuteria jest namalowana podobną techniką jak na portrecie Królowa Maria Ludwika w sukni na panier z 1789. Radiografia obrazu wykazała kilka pentimenti – w ostatecznej wersji bransoletki zostały przesunięte, pierścień zmienił pozycję z palca serdecznego na mały, a część niebieskich wstążek nad głową została zamalowana. Podobna ozdoba głowy pojawia się na kartonie do tapiserii Ciuciubabka, powstałym w zbliżonym czasie (1788–1789).

## Proweniencja
Obrazy należały do rodziny Adán de Yarza i obecnie znajdują się w posiadaniu jej spadkobierców. W 1794 Antonio Adán de Yarza z małżonką wyjechali z Madrytu i wrócili do Kraju Basków, zabierając ze sobą portrety. Od tamtej pory obrazy wisiały w ich Pałacu Zubieta w Ispaster. Po raz pierwszy zostały opisane przez Aureliana de Beruete w katalogu dzieł Goi z 1917. Pojawiły się także w różnych periodykach m.in. w dodatku do dziennika „ABC” z 12 stycznia 1930, a także w publikacji Fernanda de la Quadra Salcedy Los Goyas inéditos de Vizcaya z 1936. Po wybuchu hiszpańskiej wojny domowej w 1936 władze Kraju Basków podjęły inicjatywę ochrony zbiorów artystycznych zarówno publicznych, jak i prywatnych rozproszonych na ich terytorium. Postanowiono wysłać część dzieł sztuki do Francji na planowaną w 1937 Wystawę Światową w Paryżu oraz na mniejsze wystawy do innych francuskich miast. W obliczu groźby zniszczenia Bilbao ewakuację znacznie przyspieszono, wzięły w niej udział zbiory Museo de Arte Moderno de Bilbao, Kościoła i różne kolekcje prywatne. 13 listopada 1936 kilka dzieł sztuki, w tym trzy obrazy Goi, zostało przeniesionych z Pałacu Zubieta w bezpieczne miejsce, a następnie przetransportowanych do Francji. Obrazy Goi nie wzięły udziału w Wystawie Światowej, gdyż pawilon Kraju Basków nie mógł pomieścić wszystkich ewakuowanych dzieł. Spadkobierczyni María Adán de Yarza również wyemigrowała do Francji, gdzie pozostała do śmierci w 1947. Portrety odzyskała w 1940, a mimo to po wojnie były uznawane za zaginione. Dopiero w latach 1990 i 1992 zostały zlokalizowane i przestudiowane przez historyków sztuki Williama Jordana i Juliet Wilson Bareau, a później także Nigela Glendinninga. W 2019 za zgodą spadkobierców rodziny Adán de Yarza obrazy zostały przywiezione do Kraju Basków, poddane renowacji i analizie oraz po raz pierwszy udostępnione publiczności na czasowej wystawie pt. Los Goyas de Zubieta w Muzeum Sztuk Pięknych w Bilbao.